# هگزانیتروآزایسووورتزیتان
هگزانیتروآزایسووورتزیتان (به انگلیسی: Hexanitrohexaazaisowurtzitane) با فرمول شیمیایی C
۶N
۱۲H
۶O
۱۲ یک ترکیب شیمیایی با شناسه پاب‌کم ۹۸۸۹۳۲۳ است. که جرم مولی آن 438.1850 g mol-۱ می‌باشد. 